# 9553 Колас
9553 Колас (9553 Colas) — астероїд головного поясу, відкритий 17 жовтня 1985 року.
Тіссеранів параметр щодо Юпітера — 3,657.